# Драгољуб М. Трајковић
Драгољуб М. Трајковић (Лесковац, 8. новембар 1904 — Београд, 6. јануар 1992) био је историчар, правник и публициста, пореклом из Лесковца.

## Биографија
Драгољуб Трајковић рођен је 8. новембра 1904. године у Лесковцу, у трговачкој породици, терзије Михајла и Јулке Цекић Мојсинче.
Завршио је Правни факултет у Београду. Каријеру у правосуђу започео је 1932. године у Лесковцу као судијски приправник, где је радио до 1936. године. Након тога премештан је по казни, због свог јавног ангажовања, у Приштину а затим у Призрен, а потом у Пирот. По завршетку статуса судијског приправника, распоређен је као судија Среског суда у Охриду (1936—1940). Ратне године провео је као старешина Среског суда у Ариљу (1940—1942) и судија Окружног суда у Ваљеву (1942—1944). После рата изабран је за судију Врховног суда Србије (1945). До краја каријере био је помоћник и заменик јавног тужиоца Србије у Београду.
Драгољуб Трајковић преминуо је 6. јануара 1992. године у Београду у 87. години живота.
Био је оснивач и члан управе Народног универзитета у Лесковцу.
Скоро седам деценија био је хроничар и истраживач прошлости Лесковца и околине. У књижевном часопису Наше стварање и научном часопису Лесковачки зборник објавио је укупно око 200 прилога. Објављивао је и у другим новинама и часописима - Лесковачком гласнику, Лесковачком привреднику, Врањским новинама, Недељним новинама (Лесковац), Зети , Трибуни (Алексинац), Нашем листу, Браничеву (Пожаревац), Правди, Нашој речи (Лесковац), Архиву, Аналима, Правном животу (Београд). Током свога живота објавио је више од 100 већих студија, расправа и монографија о прошлости или савременим приликама Лесковца и околине, као и читавог Јужног Поморавља.

### Награда
Добитник је Медаље града Лесковца за изванредне заслуге.

### Најважнија дела
- Први весници слободе, Лесковац 1927.
- Покрети за ослобођење у крајевима ослобођеним 1877/78, Лесковац 1928.
- Ми једемо паприке па зидамо фабрике: прилози за студију манчестерства, Лесковац 1930.
- Силуете из Фанара: прилози за студију манчестерства, Лесковац 1932.
- Кратак преглед историје Лесковца и његове индустрије у: Лесковац јуче и данас, Лесковац 1935.
- У чему је трајна појаве и развитка индустрије у Лесковцу: историја једне првобитне акумулације, Ужице 1940.
- Из нашег Манчестра, Београд 1953.
- Трагом народне епике у Јужном Поморављу, Лесковац 1955.
- Ново Брдо и његов пад 1455, Лесковац, 1955.
- Скобаљић код Ћустендила 1454. године, Лесковац 1955.
- Нишка буна 1841: преглед извора и литературе, Лесковац 1955.
- Историја лесковачке индустрије до Другог светског рата, Београд, 1961.
- Немањина Дубочица од најстаријих времена до ослобођења од Турака 1961.
- Глубочица у новијим историографским и другим радовима 1968.
- Живот и рад Михаила М. Јовановића – Мике браде 1970.
- Преглед лесковачког књижевног стваралаштва 1973.
- Народни просветитељ и писац Сретен Динић и његово време, 1973.
- Из прошлости Лесковца и околине: студије и чланци, 1977.

### Радови објављени уЛесковачком зборнику
- Становништво лесковачког краја од досељавања Словена до 1941. г. (II)
- Стари лесковачки учитељи, Јован Ђорђевић (III)
- Никола Скобаљић (IV)
- Око Лесковачког закона од 27. Зилкаде 1275. г. (IV)
- За историју средњевњковне Дубочице (V)
- О Ђачкој дружини Светислав Вуловић до 1925. г. (VI)
- Предратне организације студената лесковачког краја и стварање народне књижнице и читаонице у Лесковцу (VI)
- О почецима лесковачке текстилне индустрије (VII)
- Аустријски документи о Нишкој буни у 1841. години (VIII и X)
- Два латинска текста о Дубочици и Лесковцу у 16. и 17. веку (XI)
- Још о хановима у Грделичкој клисури (XI)
- О земљорадничком покрету и о другим напреднијим акцијама и струјама у Лесковцу и околини од 1927. до 1936. г. (XIII)
- У једно време охридско (XIV)
- Глумац, сценограф и драмски писац Сима Бунић и његово позориште (XV)

...

### Радови објављени уНашем стварању
- Ново Брдо и његов пад 1455. г. (1955)
- Скобаљић код Ћустендила 1454. г. (1955)
- Нишка буна 1841. г. (1955)
- Из предратне Македоније (1954)
- Између Шаре и Озрена (1954)
- Из македонске прошлости (1955)
- Грађа за историју културе наших крајева (1955)
- Одломци једног изгубљеног документа (1957)
- Из времена Радоја Домановића (1966)
- Фреди Фазловски, глумац, песник и новинар (1969)
- Аристомен Ристић, новинар и публициста (1970)
- Стара и нова открића о Лази Костићу (1971)
- У потрази за првим лесковачким часописом и за једним комадом о Лесковчанима (1971)
- Две песме Сретена Динића и два његова сусрета са Јанком Веселиновићем (1971)

...

### Радови објављени уБраничеву
- Балкански хегемонисти и Македонија (1959)

### Позоришни комади
- Укачи си барјаче (Комад говори о Лесковчанима у време ослобођења њиховог града од Турака у децембру 1877. године) Објављено у Нашем стварању 1976.
- Ладовинке и фотељке (О политичким приликама у Лесковцу између два рата) Објављено у Нашем стварању 1966/67.

Приказе на Трајковићеве радове писали су или их у својим делима цитирали наши познати научници, публицисти, новинари, књижевници и други, као што су: Тихомир Ђорђевић, Јован Ђорђевић, Драгослав Јанковић, Теофан Ристић, Ж. Милојковић, Б.М.Грашић, С. Галогажа, Раде Драинац, Милан М,Јовановић, Мика Брада, Милован Ристић и други.